# Bătălia de la Dürnstein
Bătălia de la Dürnstein a fost un conflict militar care a avut loc pe 11 noiembrie 1805 în Dürnstein, încheiat cu victoria Imperiului Austriac împotriva Franței, în contextul Războiaielor Napoleoniene.

## În literatură
Lev Tolstoi a tematizat bătălia de la Dürnstein în capitolul opt al romanului Război și pace, publicat în anii 1865-1869.

## Biliografie
- Alison, Archibald (Sir). History of Europe, from the Commencement of the French Revolution in MDCCLXXXIX [i.e. 1789] to the Restoration of the Bourbons in MDCCCXV [i.e. 1815]. Edinburgh: Blackwood, 1847–48.
- fr  Alombert-Goget, Paul Claude; Colin, Jean-Lambert-Alphonse. La Campagne de 1805 en Allemagne: Saint Poelten et Krems. Paris: Librairie militaire R. Chapelot, 1902–1908, v. 4.
- Blanning, Timothy. The French Revolutionary Wars. New York: Oxford University Press, 1996, ISBN 0-340-56911-5.
- de  Bodart, Gaston. Militär-historisches Kriegs-Lexikon (1618–1905). Wien: Stern, 1908.
- de  Duernstein Official Website. Maps of towns Arhivat în 9 august 2009, la Wayback Machine.. Accessed 7 March 2010.
- de  Ebert, Jens-Florian. "Heinrich von Schmitt". Die Österreichischen Generäle 1792–1815. Napoleon Online: Portal zu Epoch. Markus Stein, editor. Mannheim, Germany. 14 February 2010 version. Accessed 5 February 2010.
- de  Egger, Rainer. Das Gefecht bei Dürnstein-Loiben 1805. Wien: Bundesverlag, 1986.
- Fremont-Barnes, Gregory. The Napoleonic Wars: the Rise and Fall of an Empire. Oxford: Osprey, 2004, ISBN 978-1-84176-831-1.
- Gates, David. The Napoleonic Wars 1803–1815. New York: Oxford University Press, 1997, ISBN 0-340-61447-1.
- Goetz, Robert. 1805: Austerlitz, the Destruction of the Third Coalition. Mechanicsburg, PA: Stackpole Books, 2005, ISBN 1-85367-644-6.
- Kagan, Frederick W. The End of the Old Order. Cambridge, MA: Da Capo Press 2006, ISBN 978-0-306-81545-4.
- de  Kerschbaumer, Anton. Geschichte der Stadt Krems. Krems: Österreicher Verlag, 1885,
- fr  Mullié, Charles. "Honoré Théodore Maxime Gazan", Biographie des Célébrités Militaires des Armées de Terre et de Mer de 1789 à 1850, 1852.
- Murray (John) Company. Handbook for travellers in southern Germany. London: J. Murray, 1873.
- fr  Musée National des châteaux de Versailles et de Trianon, Combat de Dürnstein le 11 novembre 1805. Inventory 26557. Ministry of Culture Arhivat în 11 februarie 2011, la Wayback Machine.. Accessed 3 March 2010.
- National Aerodynamics and Space Administration. Phases of the Moon: 1801–1900 Arhivat în 5 aprilie 2010, la Wayback Machine.. NASA. Accessed 6 February 2010.
- Parker, Robert M. Parker's Wine Buyer's Guide, 7th Edition: The Complete, Easy-to-Use. New York: Simon and Schuster, 2008. ISBN 978-0-7432-7198-1.
- Porter, Darwin; Prince, Danforth. Frommer’s Austria. "Krems and Dürenstein". Hoboken, N.J. : Frommer's, 2009.
- Smith, Digby. Napoleonic Wars Databook: 1805, London: Greenhill Publishing Co., 1998, ISBN 1-85367-276-9.
- Smith, Digby. Heinrich von Schmitt, Mack and Weyrother. Leopold Kudrna and Digby Smith (compilers). Charles Burnham (editor in chief). A Biographical Dictionary of all Austrian Generals in the French Revolutionary and Napoleonic Wars, 1792–1815. Napoleon Series. 1995–2010. Accessed 26 February 2010.
- Smith, Digby. Napoleon's Regiments. PA: Stackpole, 2001. ISBN 185367413.
- de  Stadt Krems an der Donau. Chronik. English version: Chronicle. Accessed 8 March 2010.